# Xã Ten Mile Lake, Quận Lac qui Parle, Minnesota
Xã Ten Mile Lake (tiếng Anh: Ten Mile Lake Township) là một xã thuộc quận Lac qui Parle, tiểu bang Minnesota, Hoa Kỳ. Năm 2010, dân số của xã này là 153 người.